# Beifall

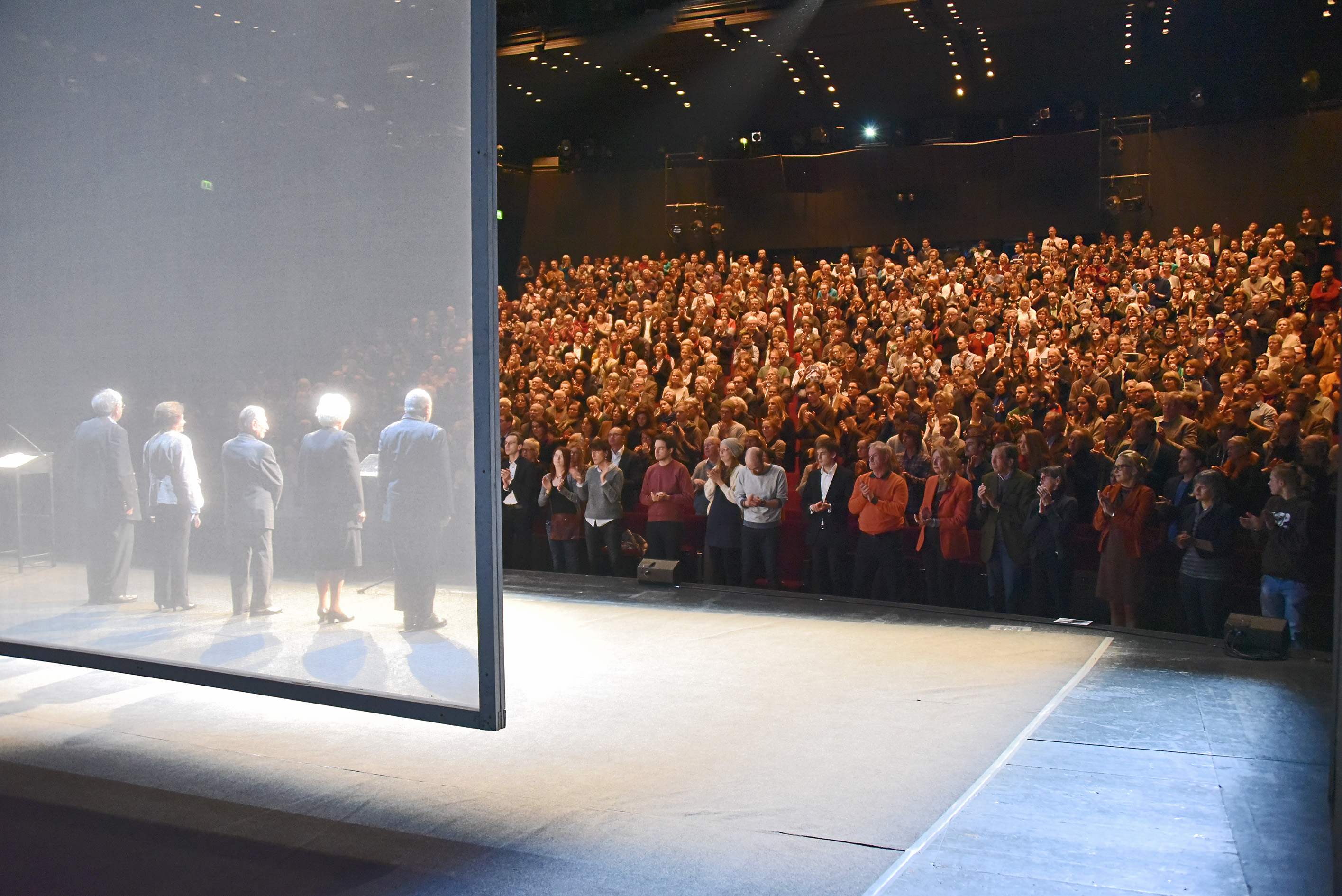
Standing Ovations für Die letzten Zeugen beim Gastspiel des Burgtheaters im Schauspiel Frankfurt, 2015

Beifall (seit 1616 in der Bedeutung „Zustimmung“) ist der Ausdruck der Billigung oder des Gefallens einer Darbietung. In Europa und Amerika wird Beifall meist durch Klatschen mit den Händen (auch: Applaus, von lat. applaudere ,etwas an etwas schlagen‘) kundgetan. In Ungarn wird rhythmisch geklatscht. Dieses Phänomen nennt man auf Ungarisch vastaps, was wörtlich ,eisernes Klatschen‘ bedeutet. Steigerungsformen sind Bravo!-Rufe, insbesondere in der Oper (für weibliche Interpreten auch Brava!, für mehrere Interpreten auch Bravi!), Pfiffe aus dem Publikum oder das Trampeln mit den Füßen. Der Ausruf Da capo! ist gleichfalls ein Mittel zur Beifallsbekundung durch das Publikum; er fordert die Künstler zu einer Wiederholung auf. Mit intensivem Beifall, auch dem Ruf Zugabe (englisch: encore! oder weniger formell auch: We want more!, italienisch: bis!), möchte das Publikum eine Zugabe erwirken.
Weitere Begriffe, die Beifall beschreiben, sind Akklamation, Jubel und Ovation.
Als ein historisches Beifallsphänomen ist das weltweite Klatschen an Fenstern während der Covid-19-Pandemie 2020 in die Mediengeschichte eingegangen.

## Stehende Ovationen

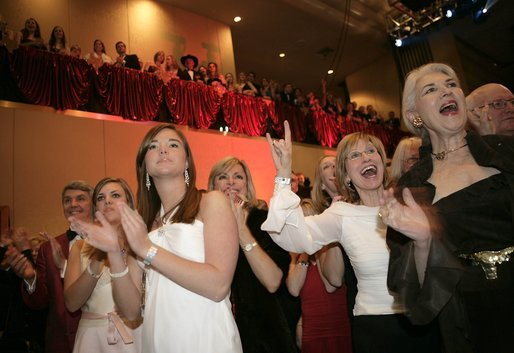
Beifall während des Texas State Society’s Black Tie and Boots Inaugural Ball

In bestimmten Ländern regelmäßig, in deutschsprachigen Ländern meist nur bei großer Begeisterung und mit einer besonderen Ehrenbezeugung verbunden, tritt zum langen Beifall auch das Aufstehen hinzu (sogenannter Stehapplaus oder stehender (im Stehen dargebrachter) Applaus). Der englische Ausdruck standing ovation (ovation von lat. ovatio, kleiner Triumph‘, standing für Partizip ‚stehend‘ oder auch ‚anhaltend‘, ‚fortdauernd‘), wird im Deutschen entweder unübersetzt übernommen oder als stehende Ovationen (pl.) wiedergegeben.
Bei Standing Ovations muss zwischen der Begeisterung für eine künstlerische Leistung an diesem Abend oder der Ehrerbietung für ein Lebenswerk unterschieden werden. Beispielsweise war der Applaus für Die letzten Zeugen nicht ein Zeichen für Bravour an diesem Abend, sondern Respekt für die das NS-Regime überlebt habenden Persönlichkeiten und als Zeichen der Dankbarkeit gemeint, dass sie ihre Lebensgeschichten an diesem Abend offengelegt hatten.
Zum Zustandekommen von Beifall im Stehen lässt sich der Gruppenzwang als mögliche Ursache heranziehen: Wenn nur eine geringe Anzahl von Zuschauern aufsteht, fühlt sich der restliche Teil der Zuschauer in der Regel verpflichtet, ebenfalls aufzustehen, auch wenn diese Zuschauer vielleicht nicht so übermäßige Begeisterung empfinden. Genauso kann es vorkommen, dass Zuschauer sich nicht trauen, als Einzelne aufzustehen. Auch hier spielt Gruppennötigung also eine Rolle.

## Schlagen und Klopfen
Im Mittelalter war es üblich, mit der flachen Hand auf den Tisch zu schlagen und anerkennende Rufe auszustoßen. Dies war ein sogenannter Wacker, was so viel wie tapfer und tüchtig bedeutet.
In akademischen Kreisen wird statt des Klatschens mit den Fingerknöcheln auf Pulte oder Tische geklopft und äußerst selten zur Verstärkung mit Füßen getrampelt. Dieser Brauch ist wohl eine Umkehrung des Austrommelns der Füxe, eine aus Studentenverbindungen hervorgegangene Art, einen Neuling durch Trommeln mit Stöcken auf den Boden das Missfallen der Verbindung wissen zu lassen.
Von der studentischen Sitte des Pochens berichtet Friedrich Schiller anlässlich seiner Antrittsvorlesung in Jena am 26. Mai 1789: „Ich zog also durch eine Allee von Zuschauern und Zuhörern [in den Hörsaal] ein, und konnte den Katheder kaum finden; unter lautem Pochen, welches hier für Beifall gilt, bestieg ich ihn […]“; vgl. Leopold Hartmann: Schillers Jenaer Jahre. Jena 1977, S. 10.
Auch in einigen Parlamenten ist es üblich, Beifall durch Klopfen auszudrücken.
Bei Orchestern drücken Streicher ihren Beifall durch leichtes Schlagen des Bogens auf den Notenständer aus.
Beim Billard wird Anerkennung für einen besonders gelungenen Stoß des Gegners durch leichtes Klopfen mit dem Queue auf die Bande zum Ausdruck gebracht.

## Beifall in asiatischen Kulturen
In China wird eine Person manchmal mit Applaus begrüßt. Höflicherweise klatscht der Besucher dann zurück.
Im Vergleich zu Konzertdarbietungen in westlichen Ländern kann der Beifall des asiatischen Publikums, etwa in Indien, Taiwan, Japan oder China, zuweilen durchaus subtil ausfallen.
In manchen Gegenden des Fernen Ostens ist es üblich, Beifallsbekundung durch Zungenschnalzen auszudrücken.

## Beifall bei Gehörlosen
Das Handklatschen erfolgt in der Regel auf Höhe des Bauches, was zur Folge hat, dass man diese Reaktion vor allem hört und der Beklatschte dabei nur die erste Reihe sieht. Auf Grund dieser Einschränkung haben Gehörlose eine eigene Art entwickelt, um ihre Zustimmung zu demonstrieren. Sie zeigen ihren Beifall, indem sie ihre offenen Hände über den Kopf strecken und diese im Handgelenk zügig nach links und rechts drehen.

## Reaktion
Jene Person, die mit Beifall bedacht wird, hat unterschiedliche Möglichkeiten, auf den Applaus zu reagieren: Eine häufige Form der Reaktion besteht im westlichen Kulturkreis in der Verbeugung, die durch das Senken des Kopfes oder ein Nicken auch nur angedeutet werden kann. Eine weitere Möglichkeit besteht darin, mit auf Kopfhöhe erhobenen Händen demonstrativ zurück zu klatschen, um die Bedeutung der Rolle des Publikums zu unterstreichen oder sich für eine über das normale Maß hinausgehende, besonders engagierte Unterstützung während des Vortrages zu bedanken. Sofern es die Art des Vortrages zulässt, kann lang anhaltender Applaus außerdem mit einer geplanten oder ungeplanten Zugabe honoriert werden.

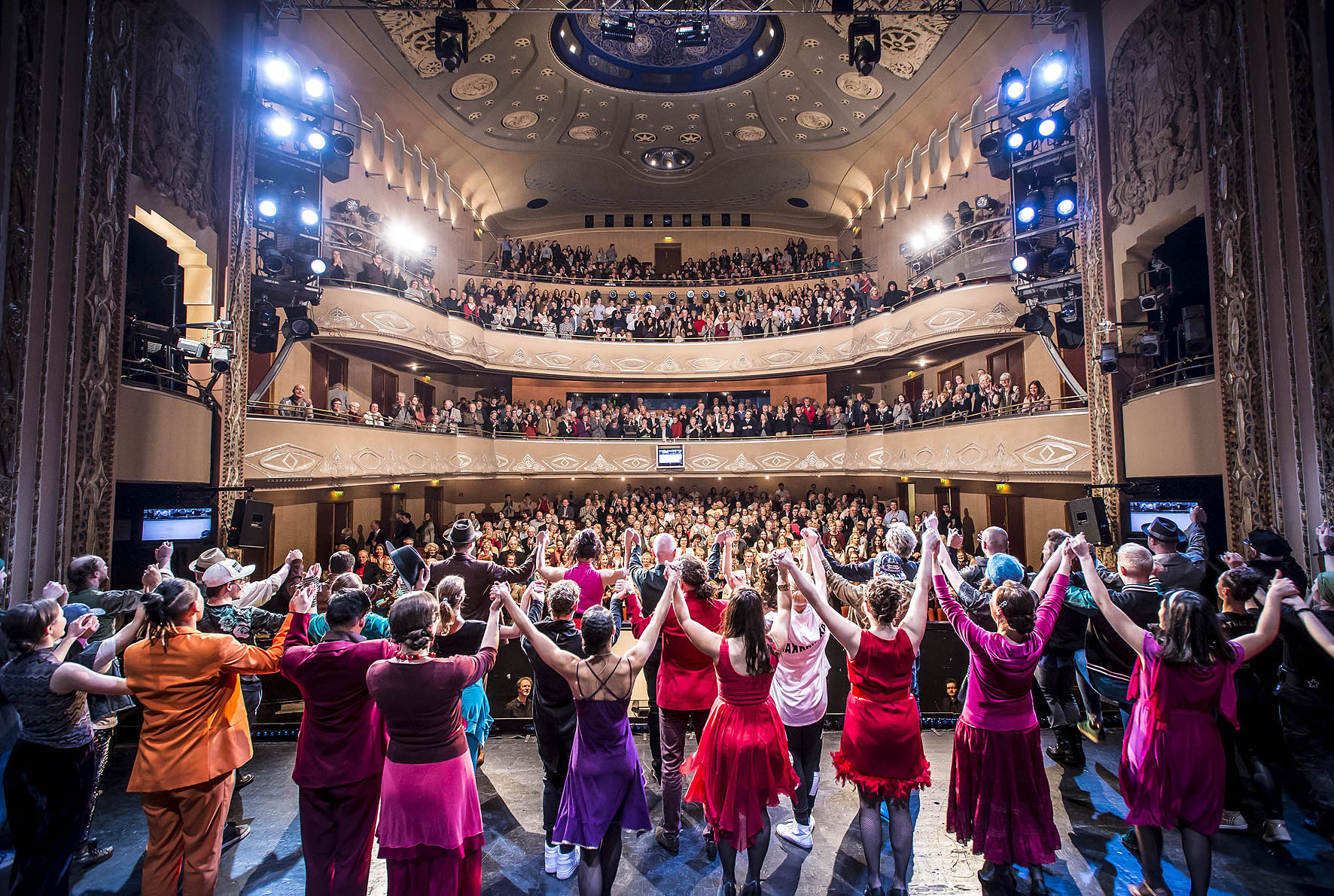
Theater Lübeck

Im Bereich von Konzert und Theater existieren darüber hinaus bestimmte „Applausrituale“. So nehmen bei traditionellen Theateraufführungen die Darsteller zunächst einzeln den Beifall des Publikums entgegen, um sich anschließend Hand in Hand noch einmal als Gruppe zu präsentieren. Zur Steigerung wird manchmal zusätzlich der Bühnenvorhang eingesetzt, der während des Schlussapplauses immer wieder gehoben und gesenkt wird. Dadurch entsteht der Eindruck, das Publikum könne die Darsteller durch anhaltenden Applaus immer wieder auf die Bühne „zurückrufen“. Der Erfolg einer Produktion wird oft auch an der Anzahl der Vorhänge beim Schlussapplaus während der Premierenaufführung gemessen.

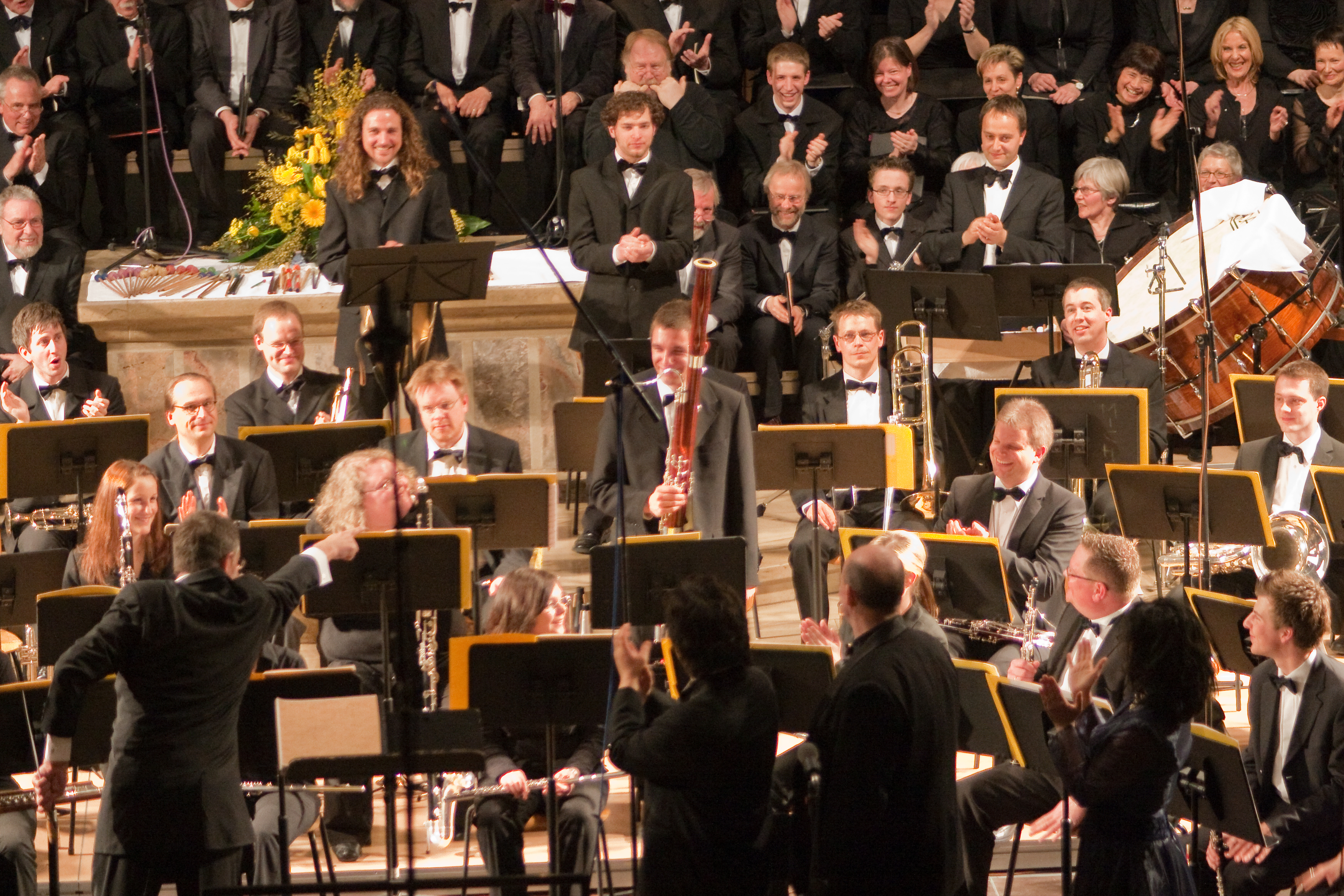
Hier leitet der Dirigent den Applaus an einen Stimmführer weiter.

Bei Orchesteraufführungen nimmt der Dirigent (oder der Konzertmeister) den Applaus stellvertretend entgegen. Durch Gesten in Richtung des gesamten Orchesters, des Chors oder einzelner Instrumentengruppen/Solisten leitet er den Beifall demonstrativ an die Ausführenden weiter und fordert so oftmals auch die einzelnen Register nacheinander auf aufzustehen. Er bedankt sich dabei dann auch oft beim Konzertmeister. Durch mehrmaliges Abgehen und anschließendes Wiederauftreten kann darüber hinaus ähnlich wie im Theater der Eindruck des „Zurückrufens“ erzeugt werden.

## Inszenierter Beifall
Bei verschiedenen Veranstaltungen wird das Klatschen von speziell beauftragten Zuschauern initiiert, diese werden als Claqueure bezeichnet. Bei vielen Fernseh-Shows gibt es sogenannte Warm-Upper.